# Саевка (Днепропетровская область)
Са́евка (укр. Саївка) — село, Саевский сельский совет, Пятихатский район, Днепропетровская область, Украина.
Код КОАТУУ — 1224586001. Население по переписи 2001 года составляло 1101 человек .
Является административным центром Саевского сельского совета, в который, кроме того, входят сёла Долинское и Терноватое.

## Географическое положение
Село Саевка находится на левом берегу реки Саксагань в начале Макортовского водохранилища, выше по течению на расстоянии в 0,5 км расположено село Терноватое, ниже по течению на расстоянии в 1 км расположено село Чумаки, на противоположном берегу — впадает река Лозоватка и расположены сёла Ивановка и Саксагань. Через село проходит автомобильная дорога М-04 (E 50).

## Население

### Языковой состав
Родной язык населения по данным переписи 2001 года:
| Язык        | Численность, чел. | Доля     |
| ----------- | ----------------- | -------- |
| Украинский  | 1 030             | 93,56 %  |
| Русский     | 54                | 4,90 %   |
| Белорусский | 12                | 1,09 %   |
| Другие      | 5                 | 0,45 %   |
| Итого       | 1 101             | 100,00 % |

## История
- 1807 год — дата основания.

## Известные уроженцы
- Вергун, Яков Пантелеймонович — Герой Советского Союза.

## Экономика
- ООО «Дия».

## Объекты социальной сферы
- Школа.
- Детский сад.
- Фельдшерский пункт.
- Дом культуры.
- Публичная сельская библиотека — филиал № 26 Пятихатской ЦБС (1969).

## Достопримечательности
- Братская могила советских воинов.